# Enric Agustí Ferrandis
Enric Agustí Ferrandis   (Benimàmet, 31 d'agost de 1921 - Manacor, 23 de setembre de 1994) fou un futbolista valencià de la dècada de 1940.
Jugava d'extrem esquerre, però també va jugar a la banda dreta. Començà a jugar al Burjassot CF i CD Sagunt, abans de destacar al Llevant-Gimnàstic. El 1943 fou fitxat pel RCD Espanyol, on les lesions i certa irregularitat l'impediren ser titular indiscutible. El 1948 torna al Llevant UE, jugant, a continuació a CE Manacor, RCD Mallorca i UE Alzira. Fou internacional amb Catalunya el 3 de setembre de 1944.
Un cop retirat va ser entrenador al CE Manacor durant 12 anys, CE Constància (1963-65) i al RCD Mallorca (1979).